# المؤسسة العربية الحديثة
المؤسسة العربية للطبع والنشر والتوزيع هي إحدى دور النشر المصرية تأسست عام 1960، صاحبها ومديرها حمدي مصطفى. تقوم المؤسسة باصدار سلسلة كتب سلاح التلميذ للمرحلة الابتدائية وسلسلة كتب المعلم للمرحلتين الاعدادية والثانوية.وتوجه المؤسسة إصداراتها إلي فئة الشباب خاصة. لها العديد من الإصدارات من أشهرها ما تطلق عليه روايات مصرية للجيب كسلاسل د. نبيل فاروق مثل رجل المستحيل وملف المستقبل وسلاسل د. أحمد خالد توفيق مثل ما وراء الطبيعة - فانتازيا إلى جانب سلاسل أخرى كفلاش - كوكتيل 2000 - سافاري - سلة الروايات - مغامرات س - زهور - المكتب رقم 19 - المكتب رقم 17 والعديد من الروايات الأخرى. كما أن لإصدارات هذه المؤسسة جمهور عريض من الشباب العربي فإصدراتها تباع في جميع أنحاء الوطن العربي.

## تاريخ المؤسسة

غلاف كتب سلاح التلميذ

مع بداية تأسيس الأستاذ حمدي مصطفى للمؤسسة في العام 1960 كان أول ظهور لكتب «سلاح التلميذ» التي تخصصت في مناهج سنوات المرحلة الابتدائية لتستمر حتى الوقت الحاضر نوعا مميزا في المساعدة في التفوق الدراسي، حيث تعتبر سلسلة كتب سلاح التلميذ أقدم سلسلة كتب تعليمية خارجية في مصر، وفي عام 1968 قدم أحمد إبراهيم مع ابنه محمد إبراهيم سلسلة كتب الأضواء التعليمية التابعة لدار نهضة مصر للطباعة والنشر والتوزيع.

### إصدار سلسلة كتاب المُعلم
بعد النجاح الذي حققته سلسلة كتب سلاح التلميذ للمرحلة الابتدائية، أصدرت المؤسسة في عام 1970 سلسلة جديدة تحت اسم «المعلم» لتتخصص في مناهج سنوات المرحلتين الإعدادية والثانوية، وليواصل معها الطالب في هذه المرحلة من حياته التعليمية ما بدأه في بدايات مشواره مع التعليم، ولتصاحب كتب سلاح التلميذ والمعلم الطالب في كل سنوات دراسته في المرحلة ما قبل الجامعية.

### روايات مصرية للجيب

شعار سلسة روايات مصرية للجيب

قامت المؤسسة العربية الحديثة بإصدار سلاسل روايات مصرية للجيب تحت شعار «مشروع القرن الثقافي»؛ وتُعد من أشهر سلاسل الروايات في مصر والعالم العربي لدى القراء الشباب بدأ إصدارها عام 1984 م  بروايات الكاتب الدكتور نبيل فاروق في سلسلة رجل المستحيل وتعتبر من روايات الحركة وملف المستقبل التي تحمل طابع الخيال العلمي.ثم في منتصف التسعينات انضم إليها الكاتب الدكتور أحمد خالد توفيق بسلسلة ما وراء الطبيعة ذات طابع الغموض المرعب ثم سلسلة فانتازيا والتي من اسمها هي عن الخيال المطلق مما ضاعف أعداد القراء لأن سلاسل الروايات أصبحت تغطي معظم أنواع الروايات.

### التعليم الإلكتروني
اثناء الطفرة التكنولوجية التي ظهرت، عملت المؤسسة العربية الحديثة على بناء وتنمية التعليم الإلكتروني؛ حيث أن تكنولوجيا المعلومات والاتصالات أصبح لها دورا محوريا في منظومة التعليم الحديثة، ففي بداية عقد الألفينيات قامت الموسسة بتقديم المناهج الإلكترونية المدعومة بتقنيات الوسائط المتعددة (الصوت - الصورة - الرسوم المتحركة - الفيديو - ... إلخ) على أسطوانات مدمجة.
مع تطور شبكة الإنترنت في مصر خاصة وعلى مستوى العالم عامة، قدمت المؤسسة خدماتها التعليمية على شبكة الإنترنت بما يناسب السرعة المتواضعة مع بدايات الألفية الثانية التي وفرتها وقتها تلك التقنية على رقم خاص هو 07771555.
بعد ظهور تقنية خط اشتراك رقمي غير متماثل لتعطي وصولا لشبكة الإنترنت بسرعات أكبر مما سمح بتحسين جودة المواد التعليمية الإلكترونية التي نقدمها المؤسسة.
فقد قامت المؤسسة بتطوير خدماتها على الأجهزة اللوحية والهواتف الذكية التي لا تقل في إمكاناتها الفنية عن الحاسبات الآلية بشكلها التقليدي.
طرحت المؤسسة العربية الحديثة مبادرة بالمشاركة المجتمعية وتقديم منتجها التعليمي الإلكتروني أونلاين على شبكة الإنترنت في موقعين أحدهما لكتب «سلاح التلميذ» والآخر لكتب «المعلم» وأن يكون الدخول إلى هذين الموقعين بدون أية رسوم كخدمة مجانية لحاملي كتب سلاح التلميذ والمعلم.

## وصلات خارجية
- الموقع الرسمي لكتاب سلاح التلميذ
- الموقع الرسمي لكتاب المُعلم